# Andrzej Kola
Andrzej Henryk Kola (ur. 17 stycznia 1940 w Toruniu) – polski historyk i archeolog, specjalizujący się w archeologii podwodnej, archeologii średniowiecza i nowożytności, profesor nauk humanistycznych.

## Życiorys
W 1957 roku ukończył II Liceum Ogólnokształcące w Toruniu. Kontynuował edukację w Studium Nauczycielskim w Toruniu (kierunek fizyka). Po jego ukończeniu w 1959 roku podjął studia archeologiczne na Uniwersytecie Mikołaja Kopernika, w tym czasie brał udział w ekspedycji na zamku krzyżackim w Toruniu. Pracował też w Muzeum Okręgowym w Toruniu.
Był członkiem sekcji koszykarskiej toruńskiego AZS-u. W latach 1959–1970 rozegrał 148 meczów w ekstraklasie, zdobywając 980 punktów. Występował także w akademickiej reprezentacji Polski.
Ukończył studia w 1966 roku, po czym został zatrudniony jako pracownik naukowo-techniczny w Instytucie Archeologii i Etnografii UMK. W 1976 roku uzyskał stopień doktora, tematem jego rozprawy doktorskiej było Wczesnośredniowieczne Chełmno w świetle źródeł archeologicznych, a promotorem Kazimierz Żurowski. Stopień doktora habilitowanego uzyskał w 1991 roku na Uniwersytecie Wrocławskim na podstawie rozprawy Grody ziemi Chełmińskiej w późnym średniowieczu. W 1995 roku objął stanowisko profesora nadzwyczajnego UMK, a w 2007 roku otrzymał tytuł profesora nauk humanistycznych.
Od 1990 roku kierował Katedrą Archeologii Podwodnej UMK. W latach 1999–2002 pełnił funkcję prodziekana Wydziału Nauk Historycznych na tym uniwersytecie.
W latach 1994–1996 kierował ekipą polskich archeologów prowadzących badania w Charkowie, w miejscu pochowania zamordowanych oficerów polskich. Kierował także pracami ekshumacyjnymi na terenie cmentarza ofiar represji stalinowskich w Bykowni na Ukrainie oraz pracami ekshumacyjnymi w Jedwabnem (2001).

## Odznaczenia i wyróżnienia
- Złoty Medal „Opiekun Miejsc Pamięci Narodowej” (1995)[4]
- Krzyż Kawalerski Orderu Odrodzenia Polski (2001)[5]
- Medal „Pro Memoria” (2005)[4]
- Medal Komisji Edukacji Narodowej (2008)[4]
- Medal Dnia Pamięci Ofiar Zbrodni Katyńskiej (2009)[4]
- Krzyż Oficerski Orderu Odrodzenia Polski (2011)[6]
- Medal Komisji Edukacji Narodowej (2011)[4]
- Nagroda Lednickiego Orła Piastowskiego (2024)[7]

## Wybrane publikacje
- Źródła archeologiczne z terenu zamku krzyżackiego w Toruniu: badania z 1958–1966 r. (1974, wspólnie z Jadwigą Chudziakową).
- Wczesnośredniowieczny gród w Mełnie w świetle badań wykopaliskowych (1982, wspólnie z Ryszardem Boguwolskim).
- Archeologia podwodna. Cz. 1, Badania w akwenach śródlądowych Europy Środkowej i Wschodniej (1985, wspólnie z Gerardem Wilke, ISBN 83-231-0025-X).
- Grody ziemi chełmińskiej w późnym średniowieczu (1991, ISBN 83-85196-33-1).
- Średniowieczny gródek rycerski Ryńsk (1995, wspólnie z Ryszardem Boguwolskim, ISBN 83-901717-1-6).
- Wczesnośredniowieczne grodziska w Świeciu n. Osą i Mędrzycach (1996, wspólnie z Ryszardem Boguwolskim, ISBN 83-901717-1-6).
- Region Radzynia Chełmińskiego w pradziejach i wczesnym średniowieczu (1996, wspólnie z Ryszardem Boguwolskim, ISBN 83-901717-6-7).
- Szlakiem średniowiecznych grodzisk gminy Gruta (1996, wspólnie z Ryszardem Boguwolskim, ISBN 83-901717-7-5).
- Hitlerowski obóz zagłady Żydów w Bełżcu w świetle źródeł archeologicznych: badania 1997-1999 (2000, ISBN 83-905590-6-4).
- Mosty sprzed tysiąca lat: archeologiczne badania podwodne przy rezydencji pierwszych Piastów na Ostrowie Lednickim (2000, wspólnie z Gerardem Wilke, ISBN 83-231-1184-7).
- Charków, Katyń, Twer: w sześćdziesiątą rocznicę zbrodni: zbiór studiów (2001, redakcja pracy zbiorowej, wspólnie z Janem Szilingiem, ISBN 83-231-1318-1).
- Archeologia zbrodni: oficerowie polscy na cmentarzu ofiar NKWD w Charkowie (2005, ISBN 83-231-1899-X).
- Plemięta: wieżowa siedziba rycerska z XIV–XV wieku w ziemi chełmińskiej (2005, współautor, ISBN 83-88076-16-7).